# Dommarien
Dommarien település Franciaországban, Haute-Marne megyében. Lakosainak száma 176 fő (2022. január 1.). Dommarien Maâtz, Le Montsaugeonnais, Villegusien-le-Lac, Chassigny, Choilley-Dardenay és Coublanc községekkel határos.

## Népesség
A település népességének változása:
| Lakosok száma | 169  | 113  | 159  | 160  | 161  | 161  | 164  | 166  | 172  | 176  |
|               | 1968 | 1999 | 2011 | 2013 | 2015 | 2017 | 2018 | 2019 | 2021 | 2022 |